# Apresentação no Templo (Mantegna)
Apresentação no Templo (em italiano:  Presentazione al Tempio) é uma têmpera sobre madeira (68,9 x 86,3 cm) do pintor italiano Andrea Mantegna pintada provavelmente cerca de 1455 e que se encontra presentemente na Gemäldegalerie, em Berlim.
A pintura representa o episódio bíblico da Apresentação de Jesus no Templo descrito em Lucas 2:22–40.

## História
A obra é de data incerta, mas pode ser situada no período inicial do artista em Pádua. As hipóteses oscilam entre 1453, o ano do casamento de Mantegna com Nicolosia Bellini, irmã de Giovanni Bellini, e 1460, o ano de partida para Mantova. Neste último ano é situada a Apresentação ao Templo de Bellini, explicitamente derivada da pintura de Mantegna. Com as duas tábuas da Orazione nell'orto, as duas Apresentações são o principal teatro de confronto entre os dois artistas.

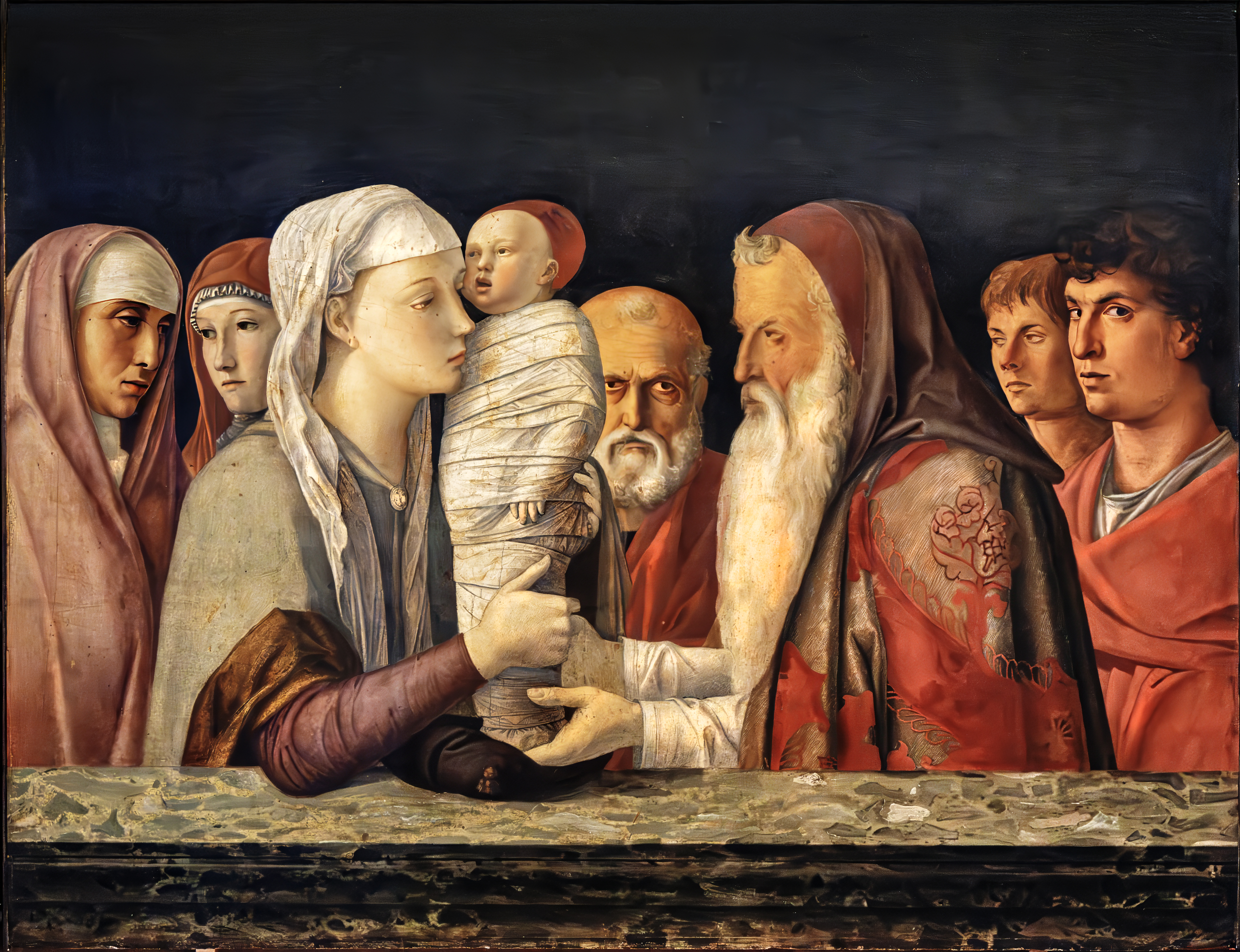
Apresentação no Templo (c. 1460), de Giovanni Bellini

## Descrição e estilo
A cena está enquadrada numa moldura de mármore na qual os personagens se apoiam, criando um filtro entre o espaço real e o espaço pintado que é superado ilusoriamente. A almofada na qual assentam os pés do Menino Jesus parecem "sair" da própria pintura.
Em primeiro plano, Maria segura o filho enrolado em panos, enquanto um velho sacerdote barbudo (o velho Simeão) se aproxima deles. No centro, na semi-escuridão, permanece  José retratado de frente. Os personagens sagrados têm o halo. Nas pontas laterais, há dois espectadores sem auréola, identificados como o autorretrato de Mantegna e a esposa dele Nicolosia Bellini.
A composição parece a transposição pictórica de um baixo-relevo, com uma coloração reduzida que faz com que os personagens pareçam esculturas em rocha maciça. Apesar do espaço estreito, as figuras não se tocam e parecem monumentalmente isoladas na sua elevada dignidade.

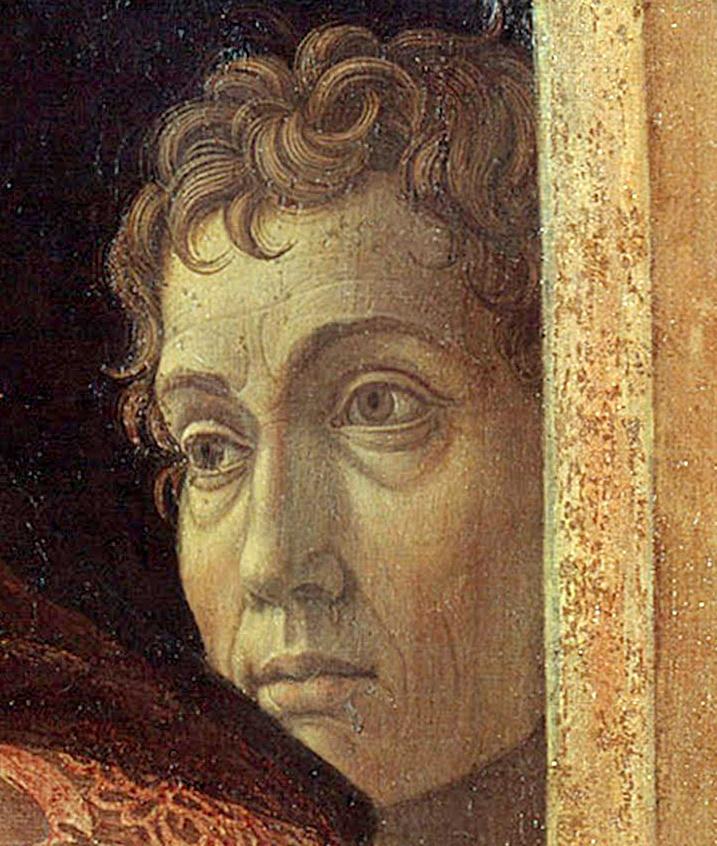
Detalhe de Apresentação no Templo. Suposto Autorretrato de Mantegna